# Cristianismo en la India

Religión predominante por distrito en la India, como puede verse el islam predomina en el norte alrededor del área de Cachemira, el budismo en los Himalayas indios cerca de la frontera con Tíbet, el sijismo en Punjab, el cristianismo en algunos distritos del este y el hinduismo en casi todo el resto del país.
Hinduista
Musulmán
Cristiano
Sij
Budista
Otros.

El cristianismo es la tercera religión más extendida en la India, con aproximadamente 28 millones de seguidores, constituyendo 2.3% de población de India. El cristianismo habría llegado a la India hace alrededor de 2000 años: La Iglesia Malankara sería una de las primeras Iglesias cristianas. Según la tradición de los cristianos e hinduistas locales, fue fundada por el apóstol Tomás, quien habría llegado a la India en el año 52 d. C., estableciendo la iglesia y sufriendo el martirio en el año 72 en Mylapore, actualmente la ciudad de Chennai. Así el cristianismo en la India es tan antiguo como el cristianismo mismo.

## Historia
La iglesia de la India estuvo en comunión y dependía de las iglesias de Persia, que no aceptaron las decisiones sobre cristología del Concilio de Éfeso, en 431. Después del derrumbe del imperio sasánida en 651, la iglesia de la India pasó a depender de la Iglesia Asiria (de doxa difisita), que desde el siglo VIII nombró un Metropolitano de la India. La historia de la conversión de la Iglesia Malankara al cristianismo católico comienza con la llegada de Vasco de Gama en 1498. San Francisco Javier estuvo en la India a partir de 1542 y tradujo textos cristianos al tamil y otras lenguas del país. Su cuerpo todavía se encuentra enterrado en la Basílica del Buen Jesús de Goa. 
Cuando a finales del siglo XVI fallece el obispo que presidía la Iglesia Malankara el obispo de Goa Alexis de Menezes llega a Kerala para entrar en negociaciones con la Iglesia Malankara a fin de unificar la Iglesia, luego de un tiempo logra reunir un sínodo en Diamper donde ofrece a cambio de la reunificación proveer los obispos y la protección política y militar portuguesa. Años después los portugueses además establecieron la Inquisición que fue criticada por Voltaire.  Los portugueses intentaron y en muchos casos consiguieron latinizar la liturgia de la Iglesia Malankara.
Un grupo que se mostró en contra de la innovaciones latinas que trajo como consecuencia la unificación con la Iglesia Católica, decidieron separarse y unirse con la Iglesia ortodoxa, que en 1665 y acordó enviar a un obispo para encabezar la iglesia de la India, después de que su líder y seguidores aceptaron la cristología siriana y adoptaron el rito siríaco occidental. La iglesia de la India fue administrada como una Iglesia Autónoma en comunión con el Patriarcado Siriano.
En cuanto al protestantismo, el misionero portugués de la iglesia reformada neerlandesa, João Ferreira de Almeida estuvo activo en Goa hasta ser procesado por la Inquisición en 1661. William Carey de la Sociedad Misionera Bautista llegó a Calcuta en 1793, tradujo el Nuevo Testamento al idioma bengalí y desde 1800 evangelizó de la colonia danesa de Serampore. Claudius Buchanan, misionero anglicano, llegó a Kerala en 1806 y a través del poder colonial británico consiguió asociar con su iglesia a una parte de la cristiandad de Malabar la cual tuvo que renunciar forzosamente a una serie de prácticas religiosas que llevaban siglos practicándose como eran las oraciones por las almas de los difuntos, la posesión de imágenes e íconos o la veneración a los santos.
En 1833 visitó la India Anthony Norris Groves, quien desde 1836 y hasta 1852, dirigió una misión cristiana en Madrás esta misión daría origen a la Iglesia del Sur de la India, una de las iglesias pertenecientes a la Comunión Anglicana. En 2011, había aproximadamente 28 millones de cristianos que vivían en la India, el 2.34% de la población. Actualmente la Iglesia católica tiene 17,3 millones de miembros; las diversas denominaciones protestantes, más de 10 millones; y los cristianos ortodoxos malankara más de 2 millones.
La misión americana de los Ministerios Internacionales llegó en 1839. El Concilio de la Iglesia Bautista de Nagaland fue fundado oficialmente en 1937.
Las sociedades misioneras cristianas establecieron varias escuelas y hospitales. El Hospital Bautista de Bangalore se inauguró oficialmente el 15 de enero de 1973. 

## Estados con mayor porcentaje de cristianos
Los cristianos en la actualidad son mayoritarios en tres estados del noroeste de la India:
- Meghalaya 88%
- Mizoram 87%
- Nagaland 75%, además del distrito de Simdega 51,15%[20]

Constituyendo una minoría importante en:
- Manipur 41,29%[21]
- Arunachal Pradesh 30,26%[22]
- Goa 25%
- Islas Andamán y Nicobar (21,28%), contando solo las islas Nicobar (70,78%)
- Kerala (18,38%)[23]